# Alijah Martin
Alijah Randall Edwin Martin (Summit, Misisipi, 26 de diciembre de 2001) es un baloncestista estadounidense que pertenece a la plantilla de los Toronto Raptors de la NBA, con un contrato dual que le permite jugar además en los Raptors 905 de la G League. Con 1,88 metros de estatura, juega en la posición de escolta.

## Trayectoria deportiva

### Universidad
Jugó cuatro temporadas con los Owls de la Universidad Atlántica de Florida, en las que promedió 11,9 puntos, 5,0 rebotes, 1,4 asistencias y 1,3 robos de balón por partido. En 2023 fue incluido en el mejor quinteto de la Conference USA. Al término de su cuarta temporada pidió ser incluido en el portal de transferencias de la NCAA.
En abril de 2024 anunció su decisión de ser transferido a los Gators de la Universidad de Florida, donde rápidamente se afianzó en el puesto de escolta titular. Acabó la temporada promediando 14,4 puntos, 4,5 rebotes y 2,2 asistencias por partido. Alcanzó junto a su equipo la final del Torneo de la División I de Baloncesto Masculino de la NCAA de 2025, en la que acabaron proclamándose campeones, tras derrotar a la Universidad de Houston. Martin colaboró en ese partido con 7 puntos, para dar a los Gators su tercer título nacional.

#### Estadísticas
| Año     | Equipo           | PJ  | PT  | MPP  | %TC  | %3P  | %TL  | RPP | APP | ROB | TPP | PPP  |
| ------- | ---------------- | --- | --- | ---- | ---- | ---- | ---- | --- | --- | --- | --- | ---- |
| 2020–21 | Florida Atlantic | 21  | 2   | 9.2  | .471 | .349 | .615 | 2.4 | .8  | .4  | .1  | 4.2  |
| 2021–22 | Florida Atlantic | 33  | 33  | 29.2 | .458 | .400 | .753 | 5.3 | 1.5 | 1.6 | .4  | 13.9 |
| 2022–23 | Florida Atlantic | 36  | 21  | 26.4 | .438 | .372 | .788 | 5.3 | 1.4 | 1.0 | .3  | 13.4 |
| 2023–24 | Florida Atlantic | 34  | 30  | 30.6 | .414 | .338 | .750 | 5.9 | 1.6 | 1.6 | .3  | 13.1 |
| 2024–25 | Florida          | 38  | 36  | 30.4 | .452 | .350 | .761 | 4.5 | 2.2 | 1.5 | .2  | 14.4 |
| Total   | Total            | 162 | 122 | 26.5 | .442 | .364 | .760 | 4.9 | 1.6 | 1.3 | .3  | 12.5 |

### Profesional
Fue elegido en la trigesimonovena posición del Draft de la NBA de 2025 por los Toronto Raptors, con los que el 20 de julio firmó un contrato dual que le permite jugar además en su filial de la G League, los Raptors 905.